# Nephrotoma atamoor
Nephrotoma atamoor är en tvåvingeart som beskrevs av Alexander 1960. Nephrotoma atamoor ingår i släktet Nephrotoma och familjen storharkrankar.
Artens utbredningsområde är Madagaskar. Inga underarter finns listade i Catalogue of Life.